# Новогригорьевка (Белогорский район)
Новогриго́рьевка (укр. Новогригорівка, крымскотат. Novogrigoryevka, Новогригорьевка) — село в Белогорском районе Республики Крым, входит в состав Зеленогорского сельского поселения (согласно административно-территориальному делению Украины — Зеленогорского сельского совета Автономной Республики Крым).

## Население
| 2001 | 2014 |
| ---- | ---- |
| 192  | ↘153 |

Всеукраинская перепись 2001 года показала следующее распределение по носителям языка
| Язык             | Процент |
| ---------------- | ------- |
| крымскотатарский | 45.83   |
| русский          | 36.46   |
| украинский       | 16.15   |
| другие           | 0.52    |

### Динамика численности
- 1926 год — 100 чел.[10]
- 1989 год — 190 чел.[11]
- 2001 год — 192 чел.
- 2009 год — 186 чел.[12]
- 2014 год — 153 чел.[13]

## Современное состояние
На 2017 год в Новогригорьевке числится 4 улицы; на 2009 год, по данным сельсовета, село занимало площадь 14,8 гектара на которой, в 20 дворах, проживало 186 человек.

## География
Новогригорьевка село в центре, в северных отрогах Внутренней гряды Крымских гор. Расположено в долине реки Сарысу, левого притока Биюк-Карасу, высота над уровнем моря — 268 м. Соседние сёла (по прямой): Зеленогорское в 1 километре на запад, Новоклёново — 1,2 км на юг и Александровка в 2,7 км на восток.
Расстояние до райцентра — около 13 километров (по шоссе), до ближайшей железнодорожной станции Симферополь — примерно 40 километров. Транспортное сообщение осуществляется по региональной автодороге 35Н-082 от шоссе «Белогорск — Межгорье» до Новогригорьевки (по украинской классификации — С-0-10306).

## История
Село образовалось, видимо, в начале 1920-х годов, поскольку в Статистическом справочнике Таврической губернии 1915 года её ещё нет и впервые в доступных исторических документах встречается на карте ЮБК 1924 года. Согласно Списку населённых пунктов Крымской АССР по Всесоюзной переписи 17 декабря 1926 года, в селе Ново-Григорьевка, в составе упразднённого к 1940 году Эфендикойского сельсовета Карасубазарского района, числилось 19 дворов, все крестьянские, население составляло 100 человек, все русские.
После освобождения Крыма от фашистов, 12 августа 1944 года было принято постановление № ГОКО-6372с «О переселении колхозников в районы Крыма», в исполнение которого в район завезли переселенцев: 6000 человек из Тамбовской и 2100 — Курской областей, а в начале 1950-х годов последовала вторая волна переселенцев из различных областей Украины. С 25 июня 1946 года Новогригорьевка в составе Крымской области РСФСР. В эти годы местное хозяйство вошло в объединённый колхоз «Путь к коммунизму» (в 1960 году реорганизованный в совхоз «Зеленогорский»). 26 апреля 1954 года Крымская область была передана из состава РСФСР в состав УССР. Время включения в состав Зеленогорского сельсовета пока не установлено: на 15 июня 1960 года село уже числилось в его составе. По данным переписи 1989 года в селе проживало 190 человек. С 12 февраля 1991 года село в восстановленной Крымской АССР, 26 февраля 1992 года переименованной в Автономную Республику Крым. С 21 марта 2014 года в составе Крыма аннексирована Россией.